# John Harvard
John Harvard (Southwark, Inglaterra, 29 de noviembre de 1607-Charlestown, Massachusetts 14 de septiembre de 1638) fue un clérigo y filántropo inglés que se trasladó a Nueva Inglaterra en la primera mitad del siglo XVII, habiendo hecho una importante donación a la institución que hoy día lleva su nombre: Universidad Harvard.

## Biografía

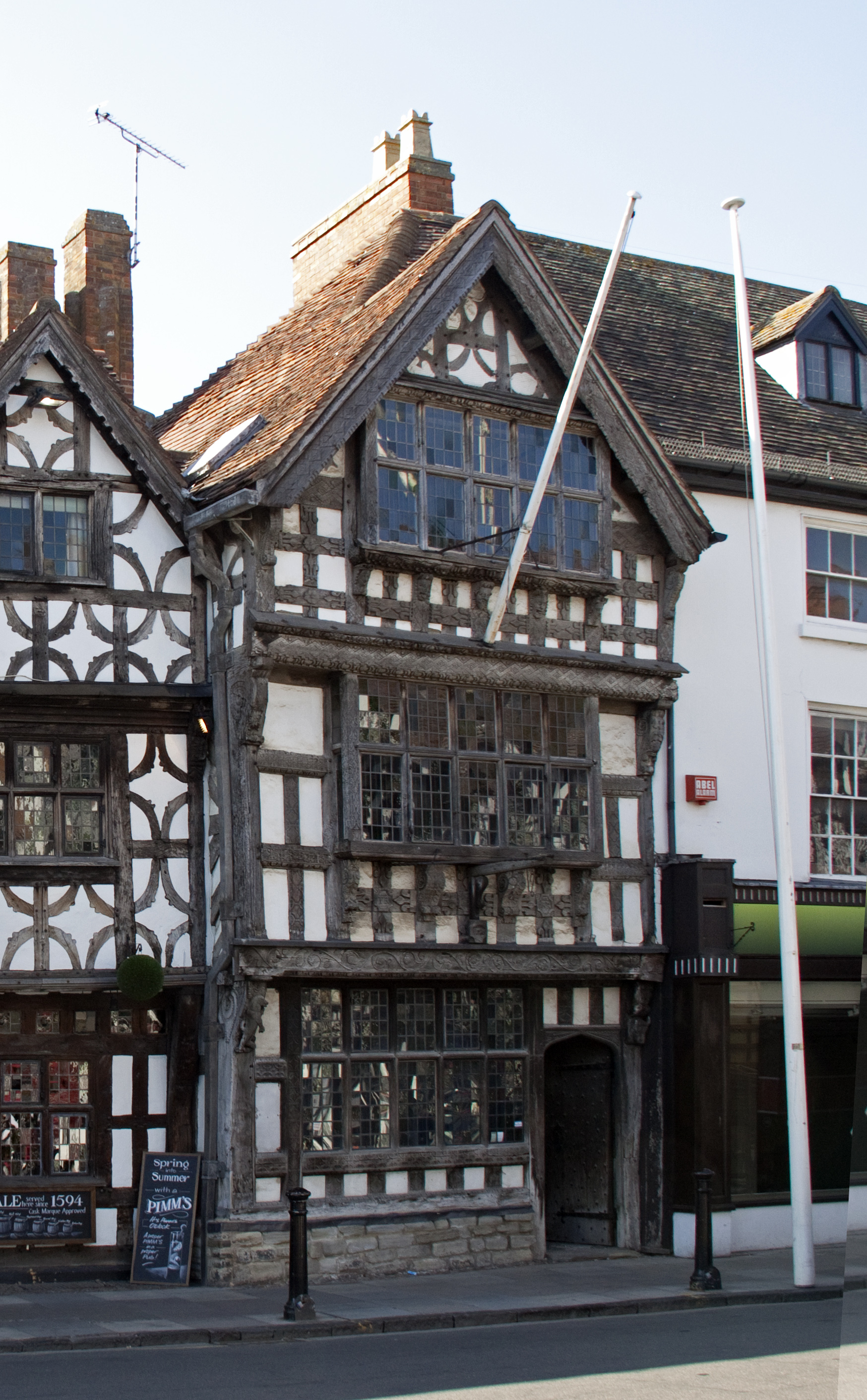
Casa de Harvard en Stratford-upon-Avon; la casa de la infancia de la madre de John Harvard, Katherine Rogers.

Harvard nació y creció en Southwark, Surrey, Inglaterra (ahora parte de Londres), el cuarto de nueve hijos de Robert Harvard (1562-1625), un carnicero y dueño de una taberna, y su esposa Katherine Rogers (1584-1635), nativa de Stratford-upon-Avon. Su padre, Thomas Rogers (1540-1611), sirvió en el consejo de la corporación del municipio junto con John Shakespeare. Harvard fue bautizado en la Iglesia de St Saviour (ahora Catedral de Southwark) y asistió a la Grammar School de St Saviour, donde su padre era miembro del cuerpo de gobierno y administrador de la iglesia parroquial. La casa de sus abuelos en Stratford-upon-Avon, reconstruida en gran parte después de un incendio en 1595, sobrevive como 'Harvard House'.
En 1625, la peste bubónica redujo a la familia inmediata a solo John, su hermano Thomas y Katherine. Katherine se volvió a casar pronto: primero en 1626 con John Elletson (1580-1626), quien murió dentro de unos meses, y luego (1627) con Richard Yearwood (1580-1632). Ella murió en 1635, Thomas en 1637.
Con algo de dinero, la madre de Harvard pudo enviarlo a la Universidad de Cambridge. Fue admitido como pensionista en Emmanuel College, Cambridge, el 19 de diciembre de 1627; obtuvo su B. A. en 1632 y su M. A. en 1635. Posteriormente, ejerció el ministerio en la iglesia de Charlestown, Massachusetts, aunque no se sabe si alguna vez fue ordenado episcopalmente.
En 1637 emigró con su esposa a Nueva Inglaterra y se estableció en la ciudad de Charlestown, que actualmente forma parte de Boston, donde fue nombrado ministro de la Iglesia. Sin descendencia, donó 779 libras (la mitad de su patrimonio) y su biblioteca de alrededor de 400 volúmenes a una nueva institución universitaria de la cercana Cambridge, que había sido fundada el 8 de septiembre de 1636 y que en 1639 cambió su denominación por la de Harvard College.
Murió de tuberculosis, siendo enterrado en el Phipps Street Cementery en Charlestown.